# Pas (équitation)
Pour les articles homonymes, voir Pas.

Séquence animée montrant un cheval au pas (1887)

Le pas est une allure du cheval dans le domaine de l'équitation. Il s'agit d'une allure marchée à quatre temps faisant entendre quatre battues égales. Le pas est une allure à un temps égale.
En moyenne, cette allure peut avoisiner les 7 kilomètres par heure, soit deux mètres par seconde.

## Mécanisme
Un cheval effectue en un cycle les battues suivantes :
- Postérieur droit
- Antérieur droit
- Postérieur gauche
- Antérieur gauche

## Amplitude
Au pas libre ou au pas allongé, les traces des postérieurs dépassent celles des antérieurs homolatéraux, on dit que le cheval se méjuge, ce qui est une qualité de l'allure. Au minimum, les traces des postérieurs recouvrent celles des antérieurs, le cheval se juge. Si les traces des postérieurs restent derrière celles des antérieurs, le cheval se déjuge, ce qui est considéré comme un défaut.

## Utilisation
Après le travail en place, l'allure du pas est la plus favorable pour disposer le cheval à exécuter toutes les difficultés de l'équitation. (François Baucher, dictionnaire raisonné d'équitation)
Il est de toute nécessité que le cheval ait un bon pas, allongé, régulier et ferme. (James Fillis, Principes de dressage et d'équitation).
Lubersac (1713-1767), écuyer à la Grande Ecurie de Versailles et qui dirigea l'Ecole des Chevau-Légers de la Garde, dressait ses chevaux uniquement au pas. Au bout de plusieurs années, le cheval ainsi parfaitement assoupli, était dressé à toutes les allures. Il décelait au pas toutes les résistances que le cheval pouvait présenter et y remédiait.

## Dressage
On distingue dans les épreuves de dressage :
- Pas rassemblé
- Pas moyen
- Pas allongé

Le pas libre est une allure de repos dans laquelle on donne au cheval l'entière liberté d'abaisser sa tête et d'étendre son encolure.

## Défauts
C'est à l'allure du pas que les imperfections du dressage se font le plus sentir. Notamment, un rassembler trop hâtif peut dégrader sensiblement l'allure ; lorsque les battues de l'antérieur et du postérieur homolatéral se rapprochent, le pas tend à devenir un mouvement presque latéral. Cette irrégularité, qui peut aller jusqu'à l'amble, est une grave détérioration de l'allure dans les compétitions de dressage équestre.